# Kanyle
En kanyle er en hul nål til indsprøjtning eller udtømning af væske gennem huden eller et rørformet instrument som bruges til at skaffe passage hvis en naturlig passage er lukket, f.eks. ved indførelse til luftrøret, tracheostomi, der tillader åndedræt gennem en kanyle med en diameter på 1 til 2 cm.
| Lægevidenskab | Spire Denne artikel om lægevidenskab er en spire som bør udbygges. Du er velkommen til at hjælpe Wikipedia ved at udvide den. |